# Lisbeth Salomonsson
Viktoria Elisabeth (Lisbeth) Salomonsson, född 9 juli 1884 i Ryssby församling i Kronobergs län, död 15 mars 1977 i Mörbylånga, var en svensk målare.
Hon var dotter till lantbrukaren Karl Gustaf Salomonsson och hans hustru Helena Nilsdotter. Salomonsson uppges ha studerat vid Konstakademien vintrarna 1921 och 1922 samt privat för Wilhelm Smith. Hon medverkade i utställningar i Huskvarna, Växjö, Borgholm, Jönköping och Ljusdal under 1930- och 1940-talet. Hennes konst är starkt influerad av hennes svåger Per Ekström, som var gift med Salomonssons syster Hanna Petronella, och består av blomsterstilleben och landskapsmålningar från Öland.